# Håsta
Håsta är en stadsdel i Hudiksvall belägen i den västra delen av staden.
I stadsdelen finns hyreshus i norr och villakvarter i söder. Sammanlagt finns 768 lägenheter som samtliga byggdes under 1970 till 1971 som en del i det svenska miljonprogrammet.